# Гротендик, Александр
Алекса́ндр Гротенди́к (нем. Alexander Grothendieck; 28 марта 1928, Берлин — 13 ноября 2014, Сен-Жирон) — французский математик, входил в группу математиков, которые выступали под псевдонимом «Николя Бурбаки».
Известен революционным вкладом в алгебраическую геометрию, а также значительными результатами в теории чисел, теории категорий и гомологической алгебре, ранние результаты относятся к области функционального анализа. Лауреат премии Филдса (1966) и премии Крафорда (вместе с Пьером Делинем, 1988), от последней премии отказался.

## Биография
Родители Александра Гротендика (Шурика — в семье были приняты уменьшительные имена) были анархистами. Отец — беженец из России Александр (Саша) Шапиро (1889, Новозыбков — 1942, Освенцим), активный участник революции 1905 года, был приговорён к смертной казни, заменённой ввиду его несовершеннолетия лишением свободы. Неоднократно пытался бежать, во время одного из побегов был ранен в руку, которую пришлось ампутировать. В Германию он прибыл с подложными документами на имя Александра Танарова, под какой фамилией его часто упоминают биографы Гротендика; пользовался также конспиративным именем Саша Пётр. Считая недопустимым для анархиста работать на эксплуататора, был уличным фотографом. Мать — Иоганна (Ханка) Гротендик (1900—1957) родилась в бюргерской семье в Гамбурге, но восприняла идеи анархизма, уехала от родителей в Берлин и писала статьи в левые газеты об авангардном искусстве и политике. Будучи противниками буржуазной семьи, они брак не регистрировали, поэтому Шурик формально считался сыном матери-одиночки и носил её фамилию, что помогло ему выжить при нацистском режиме.
Когда в 1933 году пришёл к власти Гитлер, отцу Гротендика как еврею пришлось бежать во Францию. В конце года за ним последовала и мать. Ребёнка отдали на воспитание в семью Гейдорнов, живших в предместье Гамбурга. Родители принимали активное участие в гражданской войне в Испании на стороне республиканцев. После победы Франко они возвратились во Францию. К этому времени террор в Германии усиливался. Стали не только выявлять евреев по документам, но также и интересоваться теми, кто не соответствовал канонам «арийской расы», маленькому Шурику было опасно там оставаться, причём его приёмные родители и сами имели четверых детей. Они списались с родителями Шурика и отправили его к ним, незадолго до начала войны.
В 1940 году родители Гротендика и он сам были интернированы. Отца отправили в лагерь смерти Освенцим, где он погиб. Мать и сын были заключены в лагерь для интернированных немцев в Рьёкро. Порядки в этом лагере были довольно сносными, и Шурику было разрешено посещать лицей в близлежащем городке. В лицее ему часто приходилось драться с учениками, которые считали его оккупантом, не зная, что его родители были антифашистами. Однажды он даже сбежал из лагеря, решив добраться до Гитлера и убить его, но это ничем плохим для него не кончилось. Через два года мать и сын разъединились — Ханку отправили в другой лагерь, а Шурик попал в детский дом в деревне Шамбон-сюр-Линьон, возглавляемый благотворительной организацией «Швейцарская помощь», которая спасала детей евреев, антифашистов и беженцев. Чтобы окончить среднее образование, он поступил в Севенский коллеж. Уже тогда ему стало ясно, что он имеет большие математические способности.
Когда война закончилась, мать нашла сына, и они стали жить в Монпелье, где Александр поступил в местный университет. Ему приходилось подрабатывать на сборе винограда, а мать работала домработницей у окрестных хозяев. Он уже тогда хотел стать математиком, но преподаватель математического анализа Сула сказал ему, что математика уже практически завершённая наука, а последние великие открытия в ней сделал Анри Лебег. Содержания работ Лебега преподаватель не знал или забыл, книг никаких не было, но Гротендик, заинтересовавшись точным определением длины, площади и объёма и считая определения в учебниках недостаточно строгими, самостоятельно пришёл к основным понятиям теории меры и интеграла Лебега.
В 1948 году после окончания университета Гротендик прибыл в Париж для продолжения образования. Сула рекомендовал Гротендику обратиться к своему учителю — Картану. Учителю Сула Эли Картану было уже под 80, а его сын Анри Картан тогда вёл в Высшей нормальной школе знаменитый семинар. Не зная этого, Гротендик отправился на семинар Анри. Когда Гротендика спросили, чем он занимался в Монпелье, он рассказал о своих работах по теории меры. Увидев, что он повторил открытие великого Лебега, ему рекомендовали продолжать научную деятельность. На семинаре Картана среди тесного кружка постоянных слушателей Гротендику приходилось трудно из-за пробелов в образовании и из-за плохого французского. По совету Картана и Дьёдонне он переехал в 1949 году в Нанси, который был в то время важным центром математической мысли во Франции. «Николя Бурбаки» (псевдоним группы математиков) был «профессором из Нанкаго» то есть «Нанси и Чикаго». В это время в Нанси из «Бурбаков» работали Дьёдонне, Лоран Шварц, Жан Дельсарт и Роже Годеман. Под руководством Дьёдонне и Шварца Гротендик занимался исследованиями в области функционального анализа. Шварц предложил ему 6 задач в качестве тем для диссертации. Все они были полностью решены Гротендиком. Наиболее важная из них и стала его диссертацией, которая позднее, в 1955 году, вышла  в виде монографии и переиздавалась несколько раз.
Тем не менее, у Гротендика были трудности с получением работы: он был лицом без гражданства, а при получении гражданства подлежал бы призыву в армию, чего не желал, будучи пацифистом. В конце концов он стал сотрудником Национального центра научных исследований (CNRS), но эта работа больше походила на временную. Он даже одно время думал стать плотником, чтобы зарабатывать на жизнь и поддерживать больную мать. В 1953 году он получил приглашение работать в университете Сан-Паулу в Бразилии и проработал в нем с 1953 по 1955 год. В 1955 году, работая в Канзасском университете, он потерял интерес к функциональному анализу и начал заниматься алгеброй, особенно гомологической алгеброй и алгебраической геометрией. В 1956 году возвратился в Париж, где стал постоянным сотрудником CNRS и членом «Бурбаки», хотя его работа в этой группе, по сравнению с другими её членами, была существенно менее активна, и отношение Гротендика к группе было неоднозначным.
Большое влияние на Гротендика оказала переписка с Жаном-Пьером Серром по вопросам теории пучков, введённых ещё Жаном Лере.
Серр также познакомил его с так называемыми «гипотезами Вейля», которые указывали на связь дискретного мира алгебраических многообразий над конечным полем с непрерывным миром топологии. Также Гротендик занялся кругом вопросов, связанных с теоремой Римана — Роха, и доказал глубокое обобщение этой теоремы при помощи созданной им так называемой алгебраической K-теории.
1958 год стал, как утверждал он сам, наиболее плодотворным в его жизни. Он был приглашённым докладчиком на XIII Математическом конгрессе в Эдинбурге, где систематически изложил понятия теории схем, которая стала основой современной алгебраической геометрии. В том же 1958 году Гротендик начал работать в основанном тогда же Институте высших научных исследований (IHÉS) по приглашению его основателя и директора Леона Мочана, и в сотрудничестве с Дьёдонне начал выпуск «Оснований алгебраической геометрии» (Éléments de Géométrie Algébrique — ÉGA) — книгу, оказавшую основополагающее влияние на алгебраическую геометрию, которую стали называть «Евангелием от Гротендика». Он вёл также семинар по алгебраической геометрии, труды которого имели огромное значение.
Гротендик не придерживался каких-либо систематических политических взглядов, но активно выражал свою жизненную позицию, воспринимая мир в чёрно-белых тонах. В знак протеста против подавления инакомыслия в СССР (процесс Синявского и Даниэля) Гротендик отказался ехать в Москву на XV Математический конгресс (1966), где ему должны были вручить Филдсовскую премию, но поехал во Вьетнам в разгар войны, где читал лекции об этальной топологии студентам эвакуированного в джунгли Ханойского университета.
Развязка наступила в конце 1960-х годов. Во время «Парижской весны» 1968 года Гротендик заметил, что его коллеги-математики в основном поддерживают не студентов, а «буржуазное» правительство, и возмутился. В 1969 году он узнал, что Институт высших научных исследований (IHÉS), где он работал много лет, частично финансируется министерством обороны, и ушёл из него. Далее он обратил внимание на то, что среди математиков тоже встречаются «аристократы» и «крепостные», и что иной раз влиятельный учёный отклоняет под благовидным предлогом работу молодого математика, особенно не своего ученика («это не актуально», «тупиковый путь» и т. п.), а затем использует идеи отклонённой работы. Ещё чаще труды молодых просто игнорируют научные «клики» и «мафии».
Гротендик удалился в Монпелье, где он когда-то самостоятельно открыл теорию меры, и оставил занятия математикой. Занимался отчасти биологией, экологией и даже эзотерикой. В 1977 году был привлечён к суду за предоставление жилья незаконному иммигранту, лишь некоторые из бывших коллег и друзей поддержали его, большинство осталось равнодушными, а некоторые даже выступили против него. В 1988 году стал лауреатом премии Крафорда (вместе со своим учеником Пьером Делинем), от которой отказался.
С 1990 года до кончины в 2014 году жил в районе французских Пиренеев и почти не подавал о себе вестей.

## Математические работы
Общую характеристику своих трудов Гротендик представил в книге «Урожаи и посевы», обозначив следующие ключевые темы:
1. Топологические тензорные произведения[англ.] и ядерные пространства[англ.].
2. «Непрерывная» и «дискретная» двойственность (производные категории, «шесть операций»[англ.]).
3. «Йога» Римана — Роха — Гротендика ({\displaystyle K}-теория, связь с теорией пересечений).
4. Схемы.
5. Топосы.
6. Этальные и l-адические когомологии.
7. Мотивы[англ.] и мотивная группа Галуа (Ä-категории Гротендика).
8. Кристаллы и кристальные когомологии[англ.], «йога» коэффициентов де Рама, коэффициентов Ходжа.
9. «Топологическая алгебра»: {\displaystyle \infty }-стэки, дериваторы[фр.]; когомологический формализм топосов как основа для новой гомотопической алгебры.
10. Ручная топология.
11. «Йога» анабелевой алгебраической геометрии[9], теория Галуа — Тейхмюллера.
12. «Теоретико-схемная» или «арифметическая» точка зрения на правильные многогранники и правильные конфигурации произвольного рода.

Первая из этих тем принадлежит функциональному анализу, остальные — в основном алгебре и алгебраической геометрии, 12-я даже связана с элементарной геометрией.
Сам Гротендик наиболее важной считает тему мотивов. Наиболее разработанными являются теория схем и этальных и l-адических когомологий. За пределами алгебры огромное значение для топологии имело создание на основе работ Гротендика топологической {\displaystyle K}-теории, в основном в работах Майкла Атьи, а также Фридриха Хирцебруха, Рауля Ботта и Джона Адамса.

## Особенности математического творчества
Гротендик считал, что каждый шаг в доказательстве теорем должен быть совершенно понятен. В отличие от многих математиков, считающих каждую теорему с простым доказательством тривиальной и маловажной, он так не считал. Всякая теорема у него распадается на ряд простейших лемм. С одной стороны, это облегчает чтение его трудов, с другой — запоминание многочисленных новых понятий иногда становится тяжким (вообще, несмотря на то, что Гротендик доказал много фундаментальнейших утверждений, например, обобщенную теорему Римана — Роха, его вклад в математику в основном заключается во введении общих фундаментальных понятий — в этом он, пожалуй, самый яркий «бурбакист»). Из-за этого многие математики «олимпиадного типа», которые считают, что цель математики — решение задач, по возможности с минимумом введения новых понятий, его (классического «создателя теорий») недолюбливают. Кроме того, из-за точки зрения Гротендика на то, что доказательство должно заключаться в разбиении на ряд очевидных шагов, он, например, не признал доказательство знаменитой «проблемы четырёх красок», которая была доказана при помощи вычислений на компьютере, причём его смущала не столько вероятность ошибки программы или сбоя компьютера, сколько именно невозможность обозреть это доказательство для человека.

## Книги на русском языке
- Гротендик А. О некоторых вопросах гомологической алгебры. — М.: ИЛ, 1961.
- Гротендик А. Теория когомологий абстрактных алгебраических многообразий. — Международный конгресс математиков в Эдинбурге. — М.: ИЛ, 1962.
- Гротендик А. Урожаи и посевы. Размышления о прошлом математика. — Ижевск: НИЦ «Регулярная и хаотическая динамика», 2001. (также Удмуртский университет, 1999.)
  - Grothendieck A. Récoltes et Semailles : réflexions et témoignage sur un passé de mathématicien. — 1986.